# 200-Meilen-Rennen von Mosport 1976

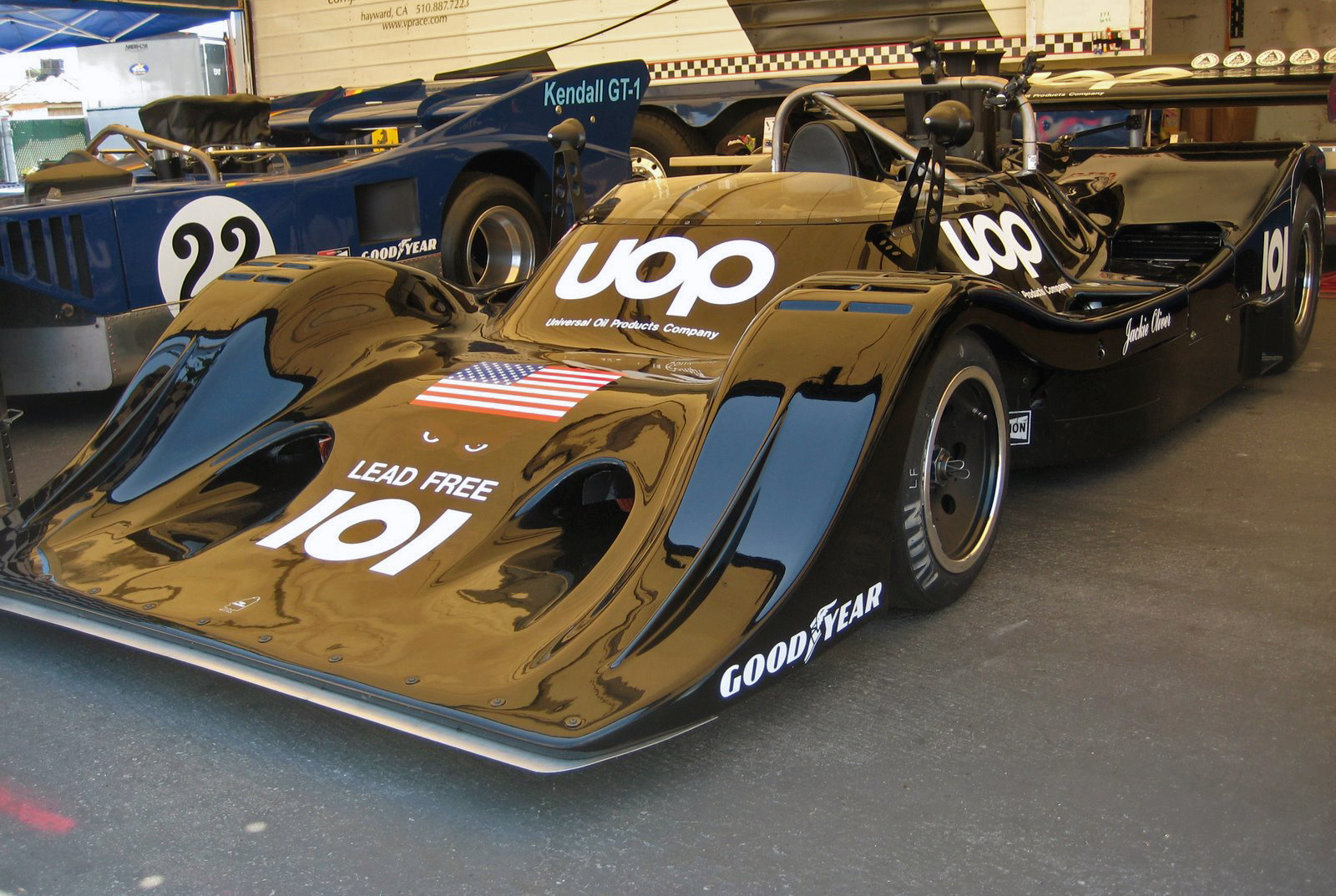
Siegerwagenmodell Shadow DN4

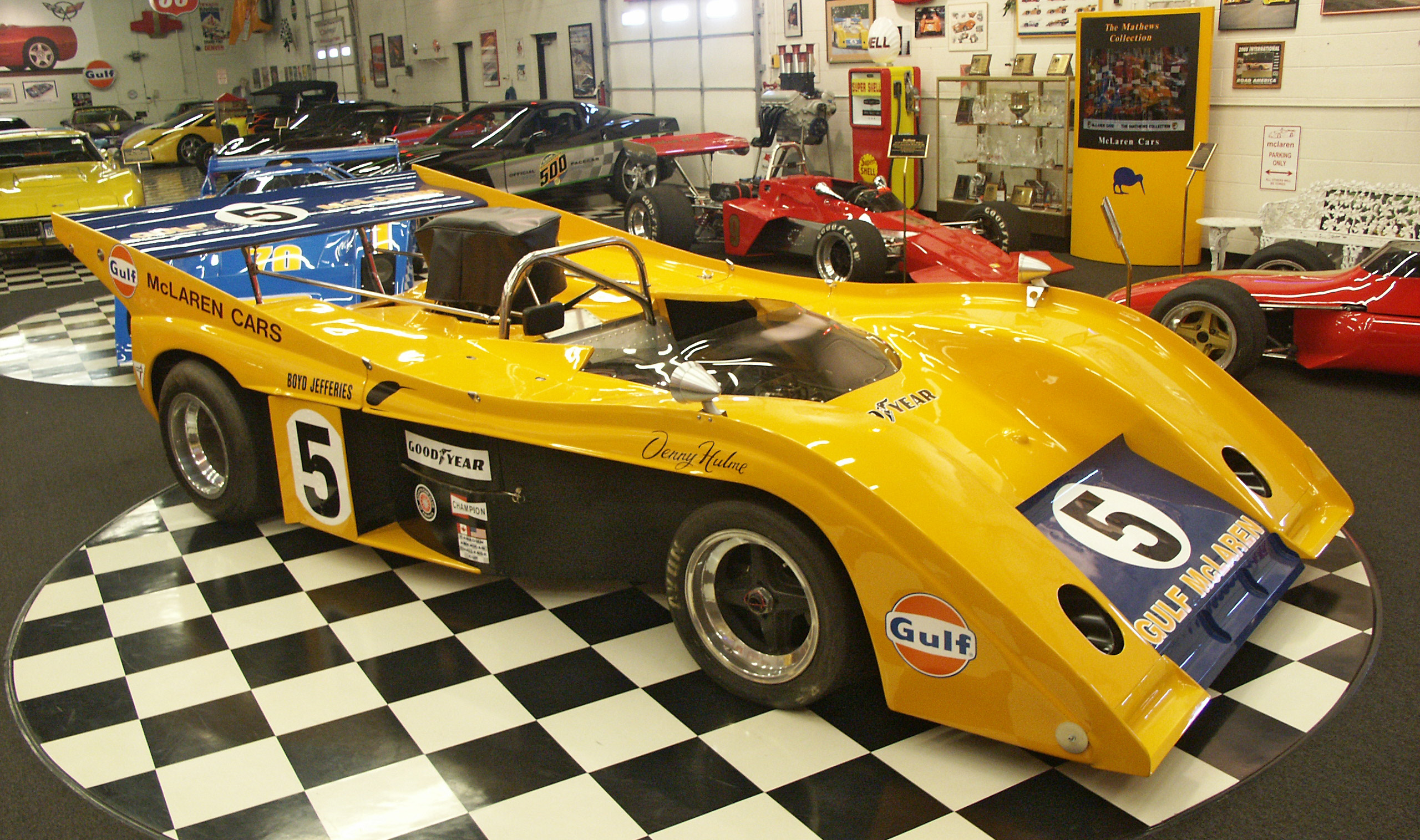
Auf einem McLaren M20 erreichte George Follmer den zweiten Gesamtrang

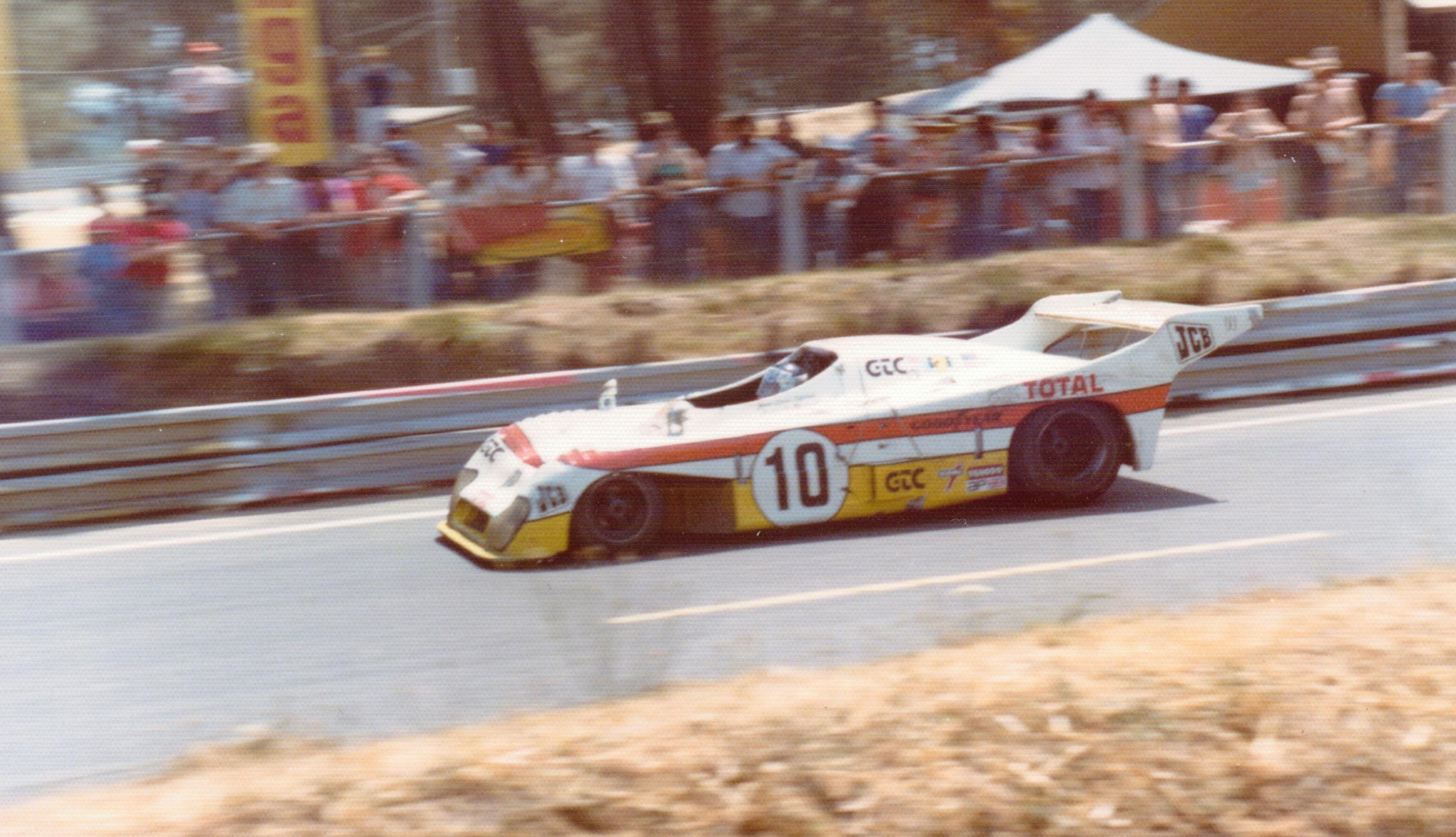
Mirage-GR8-Fahrgestell-802 beim 24-Stunden-Rennen von Le Mans 1976 mit Jean-Louis Lafosse am Steuer. In Mosport fuhr Vern Schuppan dieses Fahrgestell an die fünfte Stelle der Gesamtwertung

Das 200-Meilen-Rennen von Mosport 1976, auch Player's 200, Mosport Park, fand am 22. August auf dem Canadian Tire Motorsport Park statt und war der elfte Wertungslauf der Sportwagen-Weltmeisterschaft dieses Jahres.

## Das Rennen
Das 200-Meilen-Rennen von Mosport konnte mit einigen bemerkenswerten Meldungen aufwarten. Am auffälligsten war der schwarze Shadow DN4. Dieses Fahrzeug wurde Ende 1973 entwickelt und war der dominierende Rennwagen der Can-Am-Saison 1974. Jackie Oliver gewann damit vier Wertungsläufe der Canadian-American Challenge Cup und wurde überlegen Gesamtsieger. Wegen finanzieller Differenzen mit einigen Veranstaltern wurde die Can-Am-Saison 1975 abgesagt. Auch 1976 gab es keine Rennen. Das Fahrgestell, mit dem Oliver 1974 antrat, meldete Shadow Racing Cars für diesen Weltmeisterschaftslauf. Der DN4 war 1 ½ Jahre in einer Garage gestanden und wurde vor dem Rennwochenende auf den technischen Stand des Gruppe-7-Reglements gebracht. Als Fahrer engagierte Shadow-Eigentümer Don Nichols den mit den Fahreigenschaften des DN4 vertrauten Jackie Oliver.
Der zweite erwähnenswerte Wagen war ein McLaren M20, den George Follmer steuerte. Das in Mosport eingesetzte Fahrgestell war der Einsatzwagen von David Hobbs und Scooter Patrick in der Can-Am-Saison 1974. Im Unterschied zum Shadow hatte der McLaren 1975 einen Renneinsatz. Der dritte interessante Rennwagen war der Mirage GR8. Das in Mosport von Vern Schuppan gefahrene Fahrgestell 802 war als Gulf GR8, gefahren von Schuppan und Jean-Pierre Jaussaud, beim 24-Stunden-Rennen von Le Mans 1975 als Gesamtdritter ins Ziel gekommen. Nunmehr als Mirage GR8 fuhren Jean-Louis Lafosse und François Migault das Fahrgestell in Le Mans 1976 an die zweite Stelle der Gesamtwertung.
Gegen den Werks-Porsche 936 von Jacky Ickx und die beiden Alpine-Renault A442 von Patrick Depailler und Jean-Pierre Jabouille wurden vor allem den alten Can-Am-Wagen von den Fachleuten keinerlei Siegchancen eingeräumt. Dass sich Fachleute auch irren können, zeigte schon das Qualifikationstraining. Zur Verblüffung der Porsche- und Alpine-Teamleitung fuhr Jackie Oliver im Shadow die schnellste Rundenzeit. Um den 3,957 Kilometer langen Kurs einmal zu umrunden, benötige Oliver 1:15,320 Minuten. Diese Zeit entsprach einer Durchschnittsgeschwindigkeit von 189,146 km/h. Er war dabei um 7/100 Sekunden schneller als Follmer im McLaren. Im Rennen setzte sich die Stärke der Gruppe-7-Wagen fort. Oliver und Follmer lieferten sich bis zum Rennende einen harten Zweikampf um den Gesamtsieg, die Oliver mit einem Vorsprung von acht Sekunden einfuhr. Jacky Ickx musste im Porsche seine gesamte Fahrkunst aufbieten, um den beiden Konkurrenten folgen zu können. Im Ziel hatte er einen Rückstand von 50 Sekunden auf den Sieger Jackie Oliver. Vierter wurde mit bereits einer Runde Rückstand Patrick Depailler im einzigen klassierten Renault-Alpine. Durch technische Probleme behindert kam Vern Schuppan im Mirage mit drei Runden Rückstand als Gesamtfünfter ins Ziel.

## Ergebnisse

### Schlussklassement
| 1               | Gr. 7 | 101 | Shadow                          | Jackie Oliver               | Shadow DN4          | 80 |
| 2               | Gr. 7 | 8   | U.S. Racing – Herb Caplan       | George Follmer              | McLaren M20         | 80 |
| 3               | S 3.0 | 20  | Martini Racing Porsche System   | Jacky Ickx                  | Porsche 936         | 80 |
| 4               | S 3.0 | 1   | Renault                         | Patrick Depailler           | Alpine-Renault A442 | 79 |
| 5               | S 3.0 | 11  | Grand Touring Cars              | Vern Schuppan               | Mirage GR8          | 77 |
| 6               | S 2.0 | 47  | Tony Cicale                     | Tony Cicale                 | Chevron B26         | 75 |
| 7               | S 2.0 | 69  | United Racing Ltd.              | Mike Hall                   | Lola T294           | 74 |
| 8               | Gr. 7 | 22  | Bruce Langson                   | Bruce Langson               | Lola T310           | 69 |
| 9               | Gr. 7 | 98  | Carter Crompton                 | Charlie Nearburg            | McLaren M8F         | 69 |
| 10              | S 3.0 | 39  | Auberge Gavroche                | Gary Hirsch                 | Porsche 908/02      | 69 |
| 11              | S 2.0 | 7   | Viking Competition              | Carl Thompson               | Lola T290           | 68 |
| 12              | Gr. 7 | 3   | Orlie Pacheco                   | Orlie Pacheco               | McLaren M6B         | 68 |
| 13              | S 2.0 | 38  | South Gate Auto Service Limited | Roman Pechmann              | Porsche 910         | 67 |
| 14              | Gr. 7 | 54  | Auto World Inc.                 | Oscar Koveleski Bertil Roos | McLaren M6B         | 63 |
| 15              | S 2.0 | 18  | T. R. Outcault                  | E. B. Lunken                | March 73S           | 62 |
| 16              | S 3.0 | 16  | Dennis Aase                     | Dennis Aase                 | Porsche 908/02      | 58 |
| 17              | S 3.0 | 2   | Renault                         | Jean-Pierre Jabouille       | Alpine-Renault A442 | 51 |
| 18              | Gr. 7 | 72  | Jeff Jones                      | Jeff Jones                  | McLaren M8C         | 41 |
| Ausgefallen     |       |     |                                 |                             |                     |    |
| 19              | S 2.0 | 6   | Dave's Auto Radio               | Dave Johnson                | Lola T290B          | 30 |
| 20              | S 2.0 | 73  | Brian Burgess                   | Brian Burgess               | Chevron B21         | 28 |
| 21              | Gr. 7 | 76  | Janke Auto Co.                  | Leonard Janke               | McLaren M8C         | 16 |
| 22              | S 2.0 | 14  | Noah Lacona                     | Noah Lacona                 | Lola T292           | 1  |
| Nicht gestartet |       |     |                                 |                             |                     |    |
| 23              | Gr. 7 | 13  | Team Reno                       | Randolph Townsend           | Porsche 917/10      | 1  |

1 Motorschaden vor dem Rennen

### Nur in der Meldeliste
Hier finden sich Teams, Fahrer und Fahrzeuge, die ursprünglich für das Rennen gemeldet waren, aber nicht daran teilnahmen.
| Pos. | Klasse | Nr. | Team                | Fahrer                 | Chassis             |
| ---- | ------ | --- | ------------------- | ---------------------- | ------------------- |
| 24   | S 2.0  | 43  | Bill Roush          | Bill Roush             | Chevron B19/26      |
| 25   | Gr. 7  | 66  | Stanley Szarkowicz  | Stanley Szarkowicz     | McLaren M8D         |
| 26   |        | 74  | Heimrath Racing     | Ludwig Heimrath senior | Porsche Carrera RSR |
| 27   | Gr. 7  | 86  | The Winner's Circle | David Giorgi           | Lola T160           |

### Klassensieger
| Klasse | Fahrer        | Fahrzeug    | Platzierung im Gesamtklassement |
| ------ | ------------- | ----------- | ------------------------------- |
| Gr. 7  | Jackie Oliver | Shadow DN4  | Gesamtsieg                      |
| S 3.0  | Jacky Ickx    | Porsche 936 | Rang 3                          |
| S 2.0  | Tony Cicale   | Chevron B26 | Rang 6                          |

### Renndaten
- Gemeldet: 27
- Gestartet: 22
- Gewertet: 18
- Rennklassen: 3
- Zuschauer: unbekannt
- Wetter am Renntag: sonnig, heiß und trocken
- Streckenlänge: 3,957 km
- Fahrzeit des Siegerteams: 1:45:57,592 Stunden
- Gesamtrunden des Siegerteams: 80
- Gesamtdistanz des Siegerteams: 316,590 km
- Siegerschnitt: 179,270 km/h
- Pole Position: Jackie Oliver – Shadow DN4 (#101) – 1:15,320 = 189,146 km/h
- Schnellste Rennrunde: Jackie Oliver – Shadow DN4 (#101) – 1:16,240 = 186,864 km/h
- Rennserie: 11. Lauf zur Sportwagen-Weltmeisterschaft 1976